# كوينسي بورتر
كوينسي بورتر (بالإنجليزية: Quincy Porter)‏ هو عالم موسيقى وملحن أمريكي، ولد في 7 فبراير 1897 في نيو هيفن في الولايات المتحدة، وتوفي في 12 نوفمبر 1966 في Bethany, Connecticut ‏ في الولايات المتحدة.

## وصلات خارجية
- كوينسي بورتر على موقع أوليمبيديا (الإنجليزية)
- كوينسي بورتر على موقع الموسوعة البريطانية (الإنجليزية)
- كوينسي بورتر على موقع ميوزك برينز (الإنجليزية)
- كوينسي بورتر على موقع أول ميوزيك (الإنجليزية)
- كوينسي بورتر على موقع ديسكوغز (الإنجليزية)